# Чирьянич, Драган
Драган М. Чирьянич (серб. Драган М. Ћирјанић; род. 1954, Белград) — сербский телережиссёр и режиссёр фильмов, сценарист, редактор и писатель.
Известен по своим документальным фильмам и сериалам, посвящённым сербским, балканским и евразийским традициям.

## Биография
Родился в Белграде, где также окончил Математическую гимназию. В 1983 г. завершил Факультет драматического искусства в Белграде, кафедра режиссуры ТВ и фильмов.
С 1987 г. работает на Белградском Телевидении во многих редакциях и в различных телевизионных формах, а больше всего в Общеобразовательной и Документальной редакции, где занимается темами сербской и европейской традиций. В данный момент работает редактором Образовательно-научной редакции РТС (Радио и телевидение Сербии). Был на студенческой стажировке в Соединённых Штатах Америки в период с 1989 до 1993 г.
В тандеме с Драгошем Калаичем работал над сериалом «Мон Блан» (1996—1997). Среди его телевизионных работ наиболее известны «Солидарность самурая», «Владимир Чорович», «Инкиостри», цикл фильмов о русской белой эмиграции «Русские белые зодчие» и «Мы — кадеты, мы — дети России», сериал о Милане Кашанине, «Отче наш, где ты?» о судьбе художника Бранка Поповича, «Как полюбить реку», «Троицкосавск — Кяхта Саввы Владиславича», «Божественный свет канона Миланковича» и другие.
С полнометражным документальным фильмом «Троицкосавск — Кяхта графа Саввы Владиславича» участвовал на фестивале «Литература и кино» в Санкт-Петербурге (Гатчина) в 2015 г. Фильм был включён в официальное собрание московского фестиваля «Золотой витязь». Документальный фильм «Благодатный огонь, победа веры» показан на русском канале «Царьград ТВ».
В данный момент режиссёр работает над художественным сериалом о Милутине Миланковиче и фильмом о графе Савве Владиславиче.
Сотрудничает со многими периодическими изданиями, в которых пишет на различные темы из области искусства, духовности и истории. Живёт и работает в Белграде. Член Союза киноработников Сербии.

## Фильмография
- Вереница (1982)
- Лотреамон (1987)
- Како волети реку (рус.: Как полюбить реку, 1988), специальная награда на Prix Italia 1989 г.
- Трибалске гривне (Трибальские гривны, 1995), фестиваль у Нанси, Франция
- Пут оца Тадеја (Путь отца Тадея , 1996), сериал, 1-3
- Знаменити Срби — Владимир Ћоровић (Знаменитые сербы — Владимир Чорович, 1998)
- Мокрогорско свето горје (Мокрогорские священные горы, 1998)
- Сеоска архитектура, између стварног и могућег (Сельская архитектура, между действительностью и возможностями, 1998)
- „Руски бели неимари” („Русские белые зодчие„, 2001), сериал, 1-4. Перва серия, Вторая серия, Третья серия и Четвёртая серия, 2001
- Звона храма Св. Саве (Колокола храма Св. Саввы, 2002)
- Остарела Стара планина (Состарившаяся Старая гора, 2002)
- Сенке Плавинца (Тени Плавинца, 2003)
- Тихи човек из Љубиша (Тихий человек из Любиша, 2004)
- Небо припада нама (Небо принадлежит нам, 2004)
- У сазвежђу великана — Милутин Миланковић (В созвездии великих — Милутин Миланкович, 2005)
- Достојанство и нада (Достоинство и надежда, 2006)
- Драгутин Медењак Инкиостри — један српски стил (Драгутин Меденяк Инкиостри — единый сербский стиль, 2006)
- „Ми кадети, ми деца Русије” („Мы — кадеты, мы — дети России“, 2006-2011), сериал из трёх эпизодов: 1. Ми кадети, ми деца Русије (Мы — кадеты, мы — дети России, 2006), 2. Ходочасници (Паломники, 2009), 3. И један војник чини војску (И один в поле воин, 2011)
- Небо нас ипак спаја (Небо нас, всё-таки, объединяет, 2007)
- Солидарност самураја (Солидарность самурая, 2007)
- Воде свете и воде проклете (Воды святые и воды проклятые, 2007), фестиваль в Тегеране
- Очински дом Милутина Миланковића (Отчий дом Милутина Миланковича, 2007)
- Кнез Павле — кобни 27. март (Князь Павел — встреча 27-го марта, 2008)
- Миланковић — per sempre (Миланкович — per sempre, 2009)
- „Милан Кашанин” (2009), сериал: 1. Милан Кашанин - конзервативни револуционар (Милан Кашанин — консервативный революционер), 2. Сјај средњег века (Сияние среднего века), 3. Музеј кнеза Павла (Музей князя Павла), и 4. Музеј кнеза Павла - епилог (Музей князя Павла — эпилог)
- Мерзост и сјај (Мерзость и блеск, 2009)
- Оче наш, где си? (Отче наш, где ты?, 2010)
- Троицкосавск — Кјахта Саве Владиславића (Троицкосавск — Кяхта Саввы Владиславича, 2013), РТС Образовательно-научная программа — официальный канал на Ютубе
- Тајна једне некрополе (Тайна одного некрополиса, 2015)
- Милева Марић — Једна тајна (Милева Марич — Одна тайна, 2015)
- Благодатни огањ, победа вере (Благодатный огонь, победа веры, 2016), Транслировалось на „Царьград ТВ“, Россия
- „Старо српско писано наслеђе: Богородичина црква у Земуну” („Древнесербское письменное наследие: Церковь Богородицы в Земуне”):  Первая часть и Вторая часть (2016)
- Пакао Независне Државе Хрватске 1, (Пекло Независимой Республики Хорватии 1, 2016), Музей жертв геноцида — официальный канал на Ютубе, Белград
- Божански сјај Миланковићевог канона (Божественное сияние канона Миланковича, 2017)
- Пупинова бајка (Сказка Пупина, 2017)
- Звона Саве Лозанића (Колокола Саввы Лозанича, 2017),[4][5]

## Книги и статьи
- „Кућа старија од себе саме“, Београд, град тајни, 2004.
- „Курцио Малапарте, тај проклети Тосканац“, магазин Водич за живот, и Е-нација, 2005.
- „Рат и љубав Дрије ла Рошела“, магазин Водич за живот, 2011.
- Беседа за Драгошдан, Југословенска кинотека, Београд, 6. децембар 2012.
- „Sava Vladislavić Returned Home (On St. Sava Day, In Herceg-Novi, consecrated the monument to a famous count)“, Serbia, national review/Србија, национална ревија, Београд, 2014, бр. 42.
- „С Државом у срцу: Гроф Сава Владиславић (1668-1738), царски саветник и поверљиви дипломата Петра Великог, најмоћнији Србин XVIII века“, Нација, Београд, 3. октобар 2015.
- „Легенда о Селину Величанственом“ (Уз „Багателе за један покољ”, у издању „Укроније”), Нација, Београд, 5. новембар 2015.
- „Драгош Калајић, човек који је у ноћи Европе био будан“, Нови стандард, 23. новембар 2015. (предговор за обновљено издање књиге "Смак света" Драгоша Калајића)
- „Дворови светлости Драгоша Калајића (поводом ретроспективне изложбе слика у галерији РТС-а)“, Нација, Београд, 4. јул 2016.
- „Познати глас из великих даљина: Милан Кашанин (1895-1981), конзервативни револуционар у култури и посвећеник у кодове српског златног средњовековља“, Нација, Београд, 8. август 2016.
- „Обред за Сунцоврат (У Новом Милошеву, у Банату, мала ноћна галерија)“, Нација, Београд, 26. јануар 2017.